# Относителна надморска височина
Относителната надморска височина представя разликата в надморската височина между две точки от земната повърхност, нито една от които не е разположена на морското равнище.
Използва се и като мярка за независимостта на даден връх спрямо заобикалящия го релеф, като се измерва разликата между надморската височина на заравнената част и височината на върха.
Връх Мусала има относителна надморска височина от 2473 m, което го нарежда на 7-о място в Европа по този показател.